# Meurtre de Maria Ladenburger
Le meurtre de Maria Ladenburger est une affaire criminelle qui se déroule à Fribourg-en-Brisgau (Bade-Wurtemberg) en Allemagne le 16 octobre 2016. Maria Ladenburger est retrouvée violée et noyée sur les rives du Dreisam près du Schwarzwald-Stadion.
Le 3 décembre 2016, la police annonce l'arrestation d'un demandeur d'asile d'origine afghane en tant que suspect. Son ADN a été analysé et l'a identifié sans ambiguïté comme l'auteur de ces faits.

## Contexte

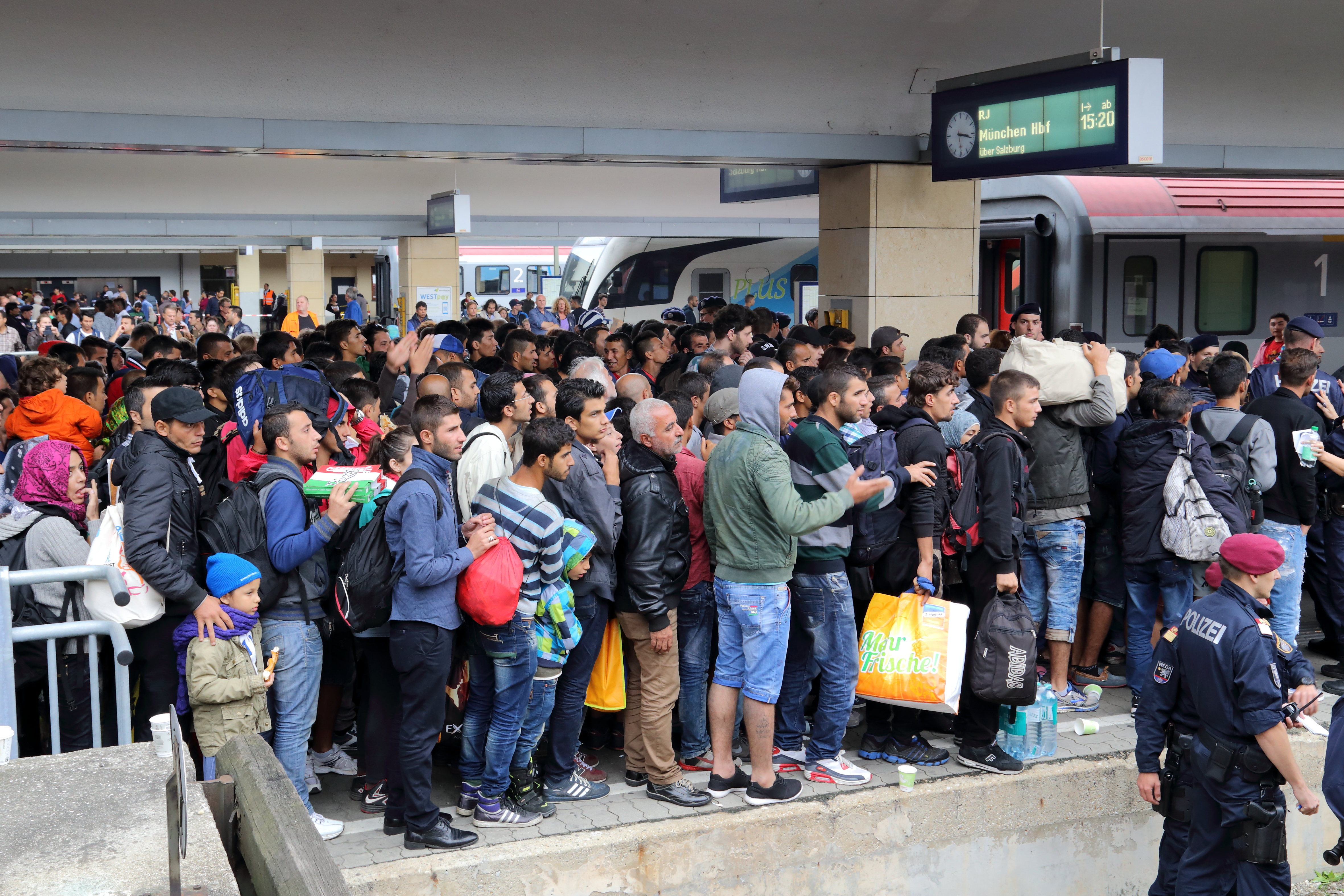
Arrivée de migrants en Europe en 2015.

Depuis quelque temps, des problèmes sont apparus en raison de réfugiés mineurs non accompagnés dans la ville de Fribourg. Il y est constaté plusieurs affaires de délinquance principalement autour de la place de l'église de Stühlinger (Stühlinger Kirchplatz), y compris parfois des cas d'agressions sexuelles. Toutefois, la majorité des affaires concernent le trafic de drogue et des blessures corporelles.

## La victime
Maria Ladenburger est une étudiante en médecine de dix-neuf ans et volontaire pour le centre des réfugiés. Elle est la fille d'un haut fonctionnaire de l'Union européenne, Clemens Ladenburger, conseiller juridique de la commission européenne. Elle est née à Bruxelles et y est enterrée le 27 octobre 2016.

## Le crime

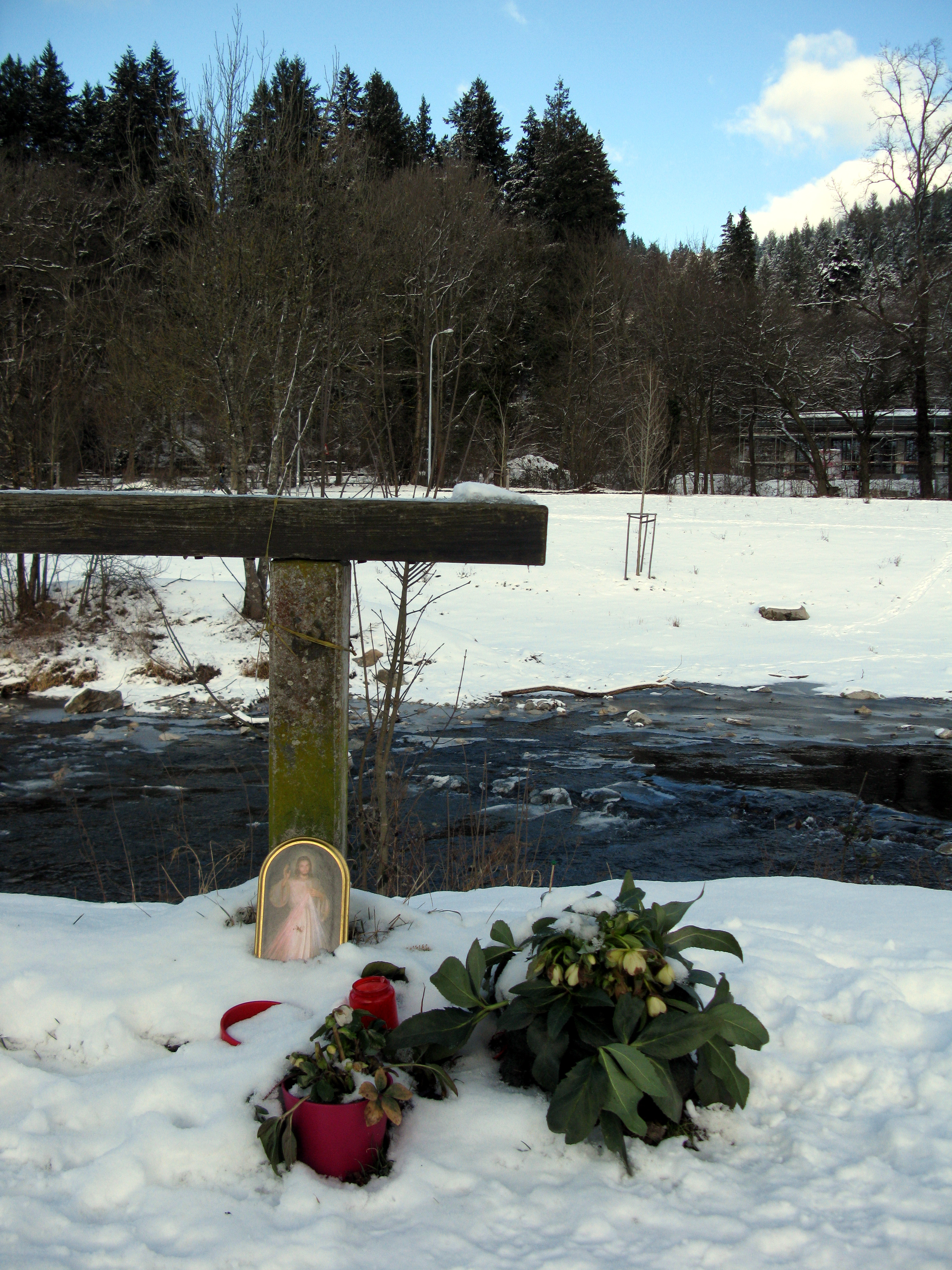
Fleurs près du lieu du crime.

Dans la nuit du 15 au 16 octobre 2016, Maria Ladenburger assiste à une soirée et rentre à vélo chez elle à 2 heures 37. Violée près du stade, elle est ensuite noyée dans la rivière Dreisam près du Schwarzwald-Stadion où évolue le club de football le SC Fribourg, sans témoin du crime. Son corps est découvert par une joggeuse le lendemain matin.

## Enquête
La police de Fribourg met en place une commission spéciale composée de soixante-huit agents, l'audition de plus de mille quatre cents personnes et la vérification de plus de mille six cents indices. L'ADN de l'agresseur a été retrouvé sur le vélo de Maria Ladenburger, vélo situé à cinq cents mètres du lieu du meurtre.
Un cheveu long de 18,5 cm perdu par l'auteur du crime sur la scène du meurtre a permis d'identifier un demandeur d'asile afghan de dix-sept ans en raison de l'ADN mais également du coloris du cheveu avec une échancrure blanchie. Également, un foulard noir a été retrouvé et a permis d'identifier l'homme tout comme les traces d'ADN sur les vêtements de la victime. L'arrestation se déroule le 3 décembre 2016 à la suite de laquelle la police tient une conférence de presse.

## Suspect
Le suspect, identifié sous le nom de Hussein Khavar, originaire de Ghazni en Afghanistan, est un demandeur d'asile immigré en 2015 en Allemagne en tant que « réfugié mineur non accompagné ». Il loge dans une famille d'accueil à Fribourg. Il est inculpé en vertu du droit pénal pour les mineurs et ne peut encourir une peine de plus de dix ans d'emprisonnement.
Ultérieurement, une commission d'enquête conclut que Hussein a menti sur son âge. Au moment des faits, ce dernier avait vingt-deux ans. Il risque désormais la prison à vie.
En 2013, l'Afghan avait déjà agressé une étudiante sur l’île grecque de Corfou, ce qui lui avait valu une condamnation à dix ans de prison. Bénéficiant d’une grâce partielle en raison de la surpopulation des prisons, il bénéficie d'une liberté conditionnelle au bout de deux ans puis disparaît sans que la Grèce n'émette d'avis de recherche internationale.
En décembre 2017, la presse allemande révèle que le suspect a en réalité 33 ans, ce qui a été découvert à la suite d'un appel téléphonique par la juge Kathrin Schenk au père du suspect. Ce dernier a indiqué comme date de naissance de son fils le 29 janvier 1984.

## Condamnation
Le 22 mars 2018, Hussein Khavari est condamné à une peine de prison à perpétuité avec une période de sûreté de quinze ans. Il déclare lors de son procès avoir agi « sous le coup d'une impulsion » sans convaincre le tribunal qui explique qu'il a agi de manière méthodique. Après avoir mordu sa victime à la poitrine et à la joue, il l'étrangle jusqu'à ce qu'elle devienne inconsciente. Puis il la viole à plusieurs reprises avant de l'abandonner au bord d'une rivière où elle se noie. On apprend au cours du procès que son père est vivant alors qu'Hussein Khavari avait déclaré qu'il avait été tué par les talibans en Afghanistan. De plus, sa nationalité afghane est sujette à caution puisque son père est contacté en Iran, laissant entendre qu'il est originaire de ce pays.

## Réactions et conséquences

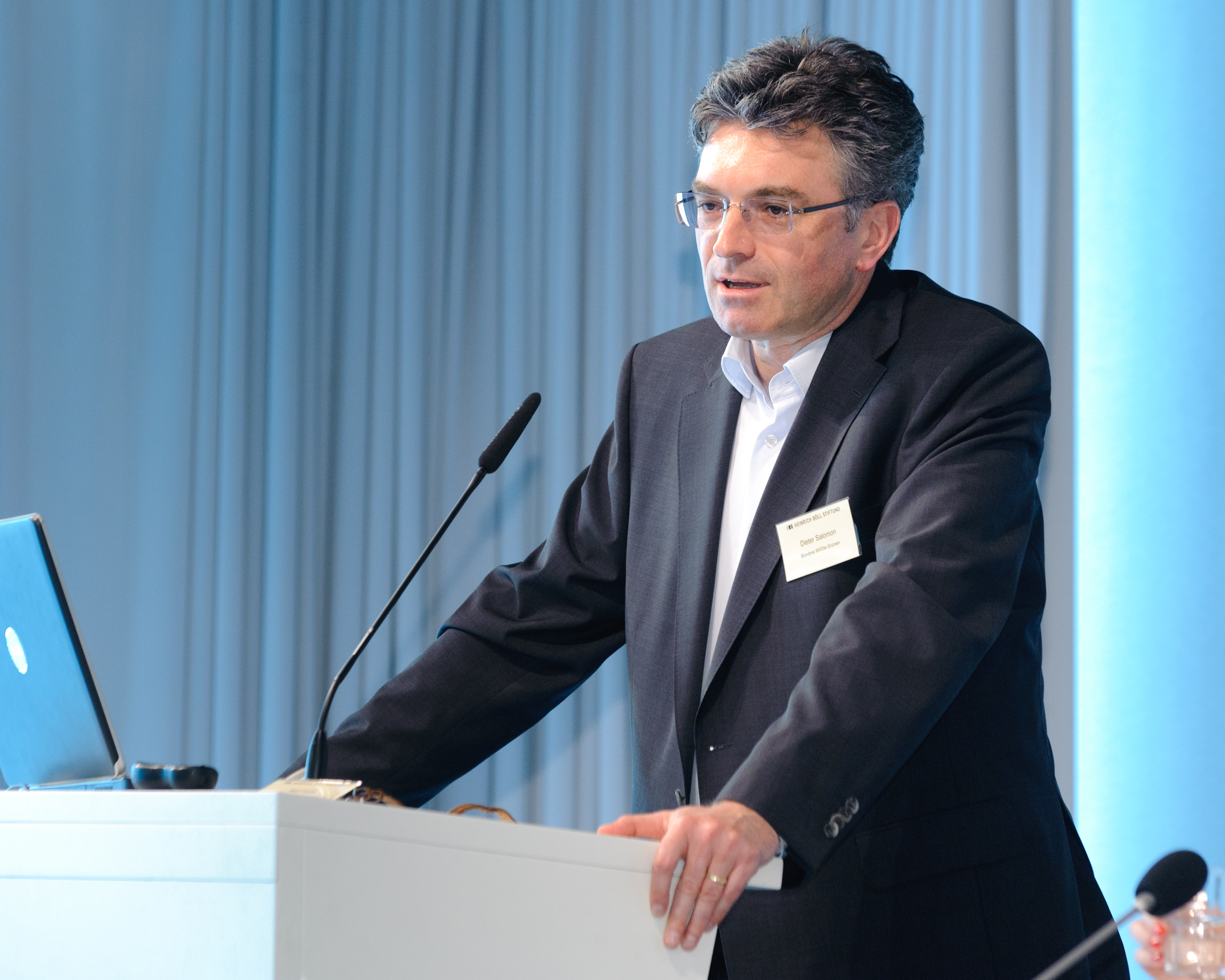
Dieter Salomon, bourgmestre de Fribourg (Alliance 90 / Les Verts), déplore les agressions dans sa ville et l'insécurité qui y règne.

Après l'arrestation du suspect, plusieurs personnes dénoncent l'insécurité grandissante qui serait due à l'afflux massif de réfugiés. Le bourgmestre de Fribourg-en-Brisgau, Dieter Salomon (de) issu du parti de centre-gauche Alliance 90 / Les Verts, a depuis ce meurtre recruté vingt-cinq agents de sécurité supplémentaires en déclarant que « les gens craignent d’être agressés dans la rue. On ne peut plus tolérer une telle situation ».
Une polémique éclate en Allemagne à la suite de la décision de la télévision publique ARD de ne pas faire état de l'arrestation du suspect en raison de la portée selon eux « régionale » de l'affaire. Cette décision est interprétée par certains Allemands et politiques comme la volonté d'étouffer un crime lié à l'arrivée massive de réfugiés. Le patron du syndicat de police DPolG (de), Rainer Wendt, déclare : « Cette victime et beaucoup d'autres auraient pu être évitées si l'Allemagne avait été préparée aux dangers qui vont de pair avec une immigration massive ». Des politiques viennent alors défendre la cause des réfugiés à l'instar de Sigmar Gabriel, ministre de l'Économie et de l'Énergie, déclarant que « de tels meurtres odieux existaient bien avant que le premier réfugié venu d'Afghanistan ou de Syrie n'arrive ». Angela Merkel s'est également exprimée sur cette affaire alors qu'elle a pour habitude de rarement commenter les faits divers, traduisant une crainte de sa part de voir l'opinion publique basculer dans le sens du rejet des immigrés. Ainsi, en pleine campagne pour les législatives, elle déclare lors d'un discours que « le droit allemand prévaut sur la charia » et affirme sa volonté d'interdire le voile intégral[réf. souhaitée]. 
À la question posée en une du quotidien Bild, « Les réfugiés ont-ils un problème avec les femmes ? », des réponses « d’une grande violence raciste » apparaissent sur les réseaux sociaux. Ces réponses font souvent un lien entre le meurtre de Maria Ladenburger et les agressions commises sur plusieurs centaines de femmes lors du jour de l'an 2016 à Cologne.